# San Costantino Albanese
San Costantino Albanese é uma comuna italiana da região da Basilicata, província de Potenza, com cerca de 871 habitantes. Estende-se por uma área de 37 km², tendo uma densidade populacional de 24 hab/km². Faz fronteira com Chiaromonte, Francavilla in Sinni, Noepoli, San Paolo Albanese, Terranova di Pollino.

## Demografia
| Variação demográfica do município entre 1861 e 2011                               |
|                                                                                   |
| Fonte: Istituto Nazionale di Statistica (ISTAT) - Elaboração gráfica da Wikipedia |